# Azteken

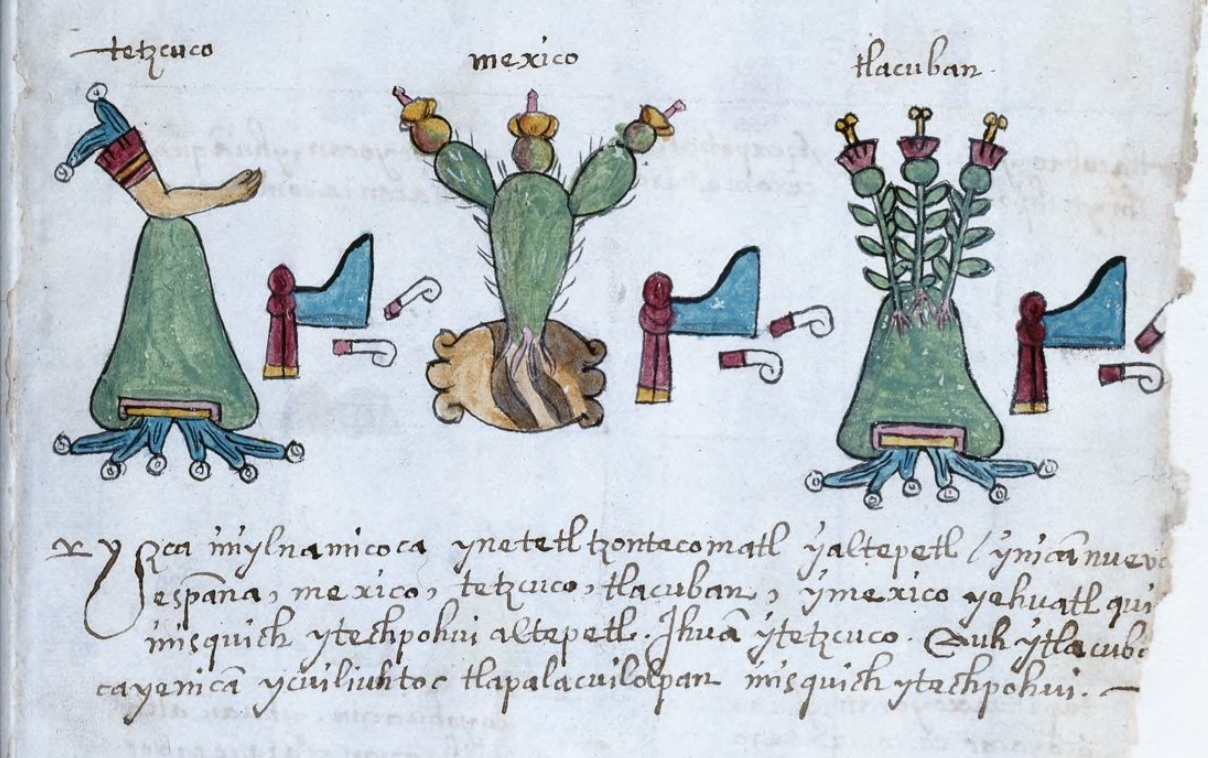
Die Symbole der drei Mitglieder des aztekischen Dreibundes: Texcoco, Tenochtitlan und Tlacopán (von links) auf Seite 34 des Kodex Osuna

Die Azteken (von Nahuatl aztecatl, deutsch etwa „jemand, der aus Aztlán kommt“; Eigenbezeichnung: Mexica) waren Angehörige einer mesoamerikanischen Zivilisation, die eine Hochkultur schuf, die zwischen dem 14. und dem frühen 16. Jahrhundert existierte. Seit dem 19. Jahrhundert ist die Bezeichnung „Azteken“ für die ethnisch heterogene, mehrheitlich Nahuatl sprechende Bevölkerung des Tals von Mexiko gebräuchlich; im engeren Sinne sind damit aber nur die Bewohner von Tenochtitlan und der beiden anderen Mitglieder des sogenannten „Aztekischen Dreibundes“, der Städte Texcoco und Tlacopán, gemeint.
Ab dem späten 14. Jahrhundert weiteten die Azteken im Laufe der Jahre ihren politischen und militärischen Einfluss auf die umliegenden Städte und Völker aus, die nicht direkt dem Reich angegliedert, sondern zur Zahlung von Tributen gezwungen wurden. Auf dem Höhepunkt ihrer Macht kontrollierten sie weite Teile Zentralmexikos mit dem Tal von Mexiko als Zentrum. Zwischen 1519 und 1521 wurden die Azteken schließlich von den Spaniern unter Hernán Cortés unterworfen.

## Geschichte

### Benennung
Die Azteken bezeichneten sich selbst meist als „Mexi'ca'“ [meːˈʃiʔkaʔ] (deutsch: Mexikaner), nach dem Namen des Ortes oder der Region Mexico, dem Ursprung des heutigen Ländernamens Mexiko, beziehungsweise nach ihren Siedlungsplätzen Tlatelolco und Tenochtitlán, auch Tlatelolca [tɬateˈloːlkaʔ] und Tenochca [teˈnoːtʃkaʔ]. In alten Quellen wird der Begriff „Azteken“ nur im Zusammenhang mit dem mythischen Herkunftsort Aztlán verwendet. Der Erste, der ihn in moderner Zeit benutzte, war der Jesuit Francisco Javier Clavijero im 18. Jahrhundert; weithin etabliert wurde er jedoch erst durch Alexander von Humboldt im 19. Jahrhundert.

### Gründungsmythos und Herkunft
Die aztekischen Mythen beschreiben vier große Zeitalter, die der bestehenden Welt vorangingen und in Katastrophen endeten. Das fünfte Zeitalter wurde eingeläutet durch das Opfer eines Helden, der sich in die Sonne verwandelte.

Das heutige Wappen Mexikos greift den Gründungsmythos von Tenochtitlán auf: Es zeigt einen Adler, der mit einer Schlange in den Krallen auf einem Kaktus sitzt.

Nach der Legende wanderten die Azteken im 14. Jahrhundert von einem Ort im Norden namens Aztlán zum Texcoco-See in Zentralmexiko, angeführt von ihrem Gott Huitzilopochtli. Als sie bei einer Insel im See ankamen, konnten sie einen Adler beobachten, der, auf einem Feigenkaktus (spanisch Nopal) sitzend, eine Schlange fraß. Gemäß der Prophezeiung war dieses Ereignis dazu bestimmt, ihnen den Platz zu zeigen, an dem sie sich niederlassen sollten. Die Azteken erbauten ihre Stadt Tenochtitlán an dieser Stelle, an der sich das heutige Mexiko-Stadt befindet. Der Adler auf dem Kaktus mit der Schlange aus der Legende ist heute auf der mexikanischen Flagge abgebildet.

### Aufstieg und Blütezeit
Historisch gesehen lässt sich die erste Niederlassung der Azteken im Gebiet von Tenochtitlán für den Zeitraum zwischen 1320 und 1350 nachweisen; aus archäologischer Perspektive nach neueren Ausgrabungen (Stand: Dezember 2007) wird auch die Zeit zwischen 1100 und 1200 für möglich gehalten. Die ersten Herrscher Acamapichtli, Huitzilíhuitl und Chimalpopoca waren Vasallen des Tepaneken-Herrschers Tezozómoc in der Zeit von 1372 bis 1427 und knüpften in dieser Zeit durch Heirat diplomatische Verbindungen zu den Nachbarstädten. Nach und nach erlangten die Azteken dadurch eine gewisse politische Gleichberechtigung mit den anderen Städten.
Als Tezozómoc starb, ermordete sein Sohn Maxtla Chimalpopoca. Dessen Onkel Itzcóatl verbündete sich nun mit dem ehemaligen Acolhua-Herrscher von Texcoco, Nezahualcoyotl, und belagerte Maxtlas Hauptstadt Azcapotzalco. Maxtla kapitulierte nach 100 Tagen und ging ins Exil. Tenochtitlán (Mexica), Texcoco (Acolhua) und Tlacopán (Tepaneken) festigten danach formell ihre Kriegsallianz, den aztekischen Dreibund, die das Tal von Mexiko dominierte und die Macht schließlich jenseits der Grenzen des Tals ausdehnte. Mit der Zeit wurde Tenochtitlán die beherrschende Kraft innerhalb der Allianz.
Itzcóatl bewirkte auch innenpolitisch weitreichende Veränderungen. Während ein neuer Aquädukt nach Tenochtitlán gebaut wurde, um die Trinkwasserversorgung der wachsenden Bevölkerung zu sichern, ließ er auch viele alte Bilderhandschriften vernichten. Die Gründe dafür sind noch nicht geklärt, doch es ist wahrscheinlich, dass Itzcóatl für die Herrschaft seiner Familie eine Legitimationsgrundlage schaffen wollte.
Itzcóatls Neffe Moctezuma I. erbte 1440 den Thron und erweiterte das Herrschaftsgebiet nochmals. Allerdings wurde Tenochtitlán zwischen 1445 und 1450 durch eine Heuschreckenplage, eine Überschwemmung und eine Hungersnot schwer getroffen, was die Versorgung der Stadt mit Lebensmitteln als Schwachpunkt offenbarte und die Notwendigkeit von Tributen noch einmal bekräftigte. Vermutlich wurde während Moctezumas Herrschaft auch die Praxis der Blumenkriege eingeführt. Sein Sohn Axayacatl, der 1469 (möglicherweise auch erst 1471) an die Macht kam, erweiterte den von den Azteken kontrollierten Bereich um einige Gebiete der Mixteken und Zapoteken, doch erlitt er gegen das mächtige Reich der Tarasken von Tzintzuntzan eine empfindliche Niederlage. Die Azteken führten bis zur Ankunft der Spanier gegen die Tarasken keine großangelegten militärischen Aktionen mehr durch.
1482 übernahm Axayacatls älterer Bruder Tízoc kurz die Herrschaft, unter dem das Reich außenpolitisch an Ansehen verlor, bis er 1486 durch seinen jüngeren Bruder Auítzotl ersetzt wurde, der die Armee neu organisierte. Das Imperium erreichte während seiner Regentschaft das größte Ausdehnungsgebiet. Sein Nachfolger war Moctezuma II., der durch mehrere Feldzüge die Tlaxcalteken außenpolitisch isolierte und die Kontrolle über das Tal von Oaxaca endgültig sicherte. Moctezuma stärkte die Führungsposition Tenochtitláns innerhalb des Dreibunds, was sich unter anderem darin zeigt, dass er aktiv in die Thronfolgeregelung Texcocos eingriff und eigenmächtig den Nachfolger des 1515 gestorbenen Königs Nezahualpilli bestimmte.

### Untergang
Aufgrund ihrer Aggressivität waren die Azteken bei ihren Nachbarn mehr verhasst als beliebt. Diese konnten weder mit diplomatischen Mitteln noch durch Blutheiraten den Machtdrang der Azteken bremsen. Die Ankunft der Spanier unter Führung von Hernán Cortés war für einige Stämme die einzige Chance, der Herrschaft der Azteken zu entkommen. Der aztekische Herrscher Moctezuma II. erfuhr bereits frühzeitig von der Ankunft der Spanier, doch verhielt er sich zu zögerlich. Nachdem die Spanier zusammen mit ihren Verbündeten, den Tlaxcalteken, im November 1519 nach Tenochtitlán gekommen waren, nahmen diese Moctezuma im Handstreich gefangen und kontrollierten über ihn die Geschicke des Reiches.
Als Cortés im Frühjahr 1520 wieder an die Atlantikküste zog, weil von Kuba aus ein Trupp mit der Aufgabe gelandet war, ihn festzunehmen, erhoben sich die Azteken gegen die in der Stadt verbliebenen Spanier. Nach seiner Rückkehr kam es zu Kämpfen zwischen Spaniern und Azteken, in deren Verlauf Moctezuma von seinen Landsleuten getötet wurde. Cortés sah daraufhin keine andere Möglichkeit als die Flucht aus der Stadt. Der Versuch, in der Nacht zum 1. Juli 1520 aus Tenochtitlán zu entkommen, kostete fast drei Viertel der spanischen Soldaten das Leben.
Während sich Cortés’ Truppe in den folgenden Wochen erholte, wütete in Tenochtitlán eine Pockenepidemie, durch die gut sechzig Prozent der Bewohner der Stadt starben, darunter auch der neue König Cuitláuac. Sein Nachfolger Cuauhtémoc schaffte es nicht, den Abfall des Königs von Texcoco zu verhindern. Zusammen mit den Tlaxcalteken, Kriegern aus Texcoco und Verstärkung aus Kuba begann Cortés mit der Belagerung der Stadt, die am 13. August 1521 endete.
Cuauhtémoc, der letzte aztekische Herrscher, wurde 1525 hingerichtet. Die meisten Gebäude Tenochtitláns waren während der Belagerung zerstört worden; auf ihren Ruinen wurde das neue Mexiko-Stadt errichtet. In den Jahren nach der Ausrufung des Vizekönigreichs Neuspanien 1535 wurde ein Großteil der einheimischen Bevölkerung zum Christentum bekehrt und die aztekische Kultur verschwand allmählich, ohne jedoch völlig zu erlöschen.

## Politische Organisation

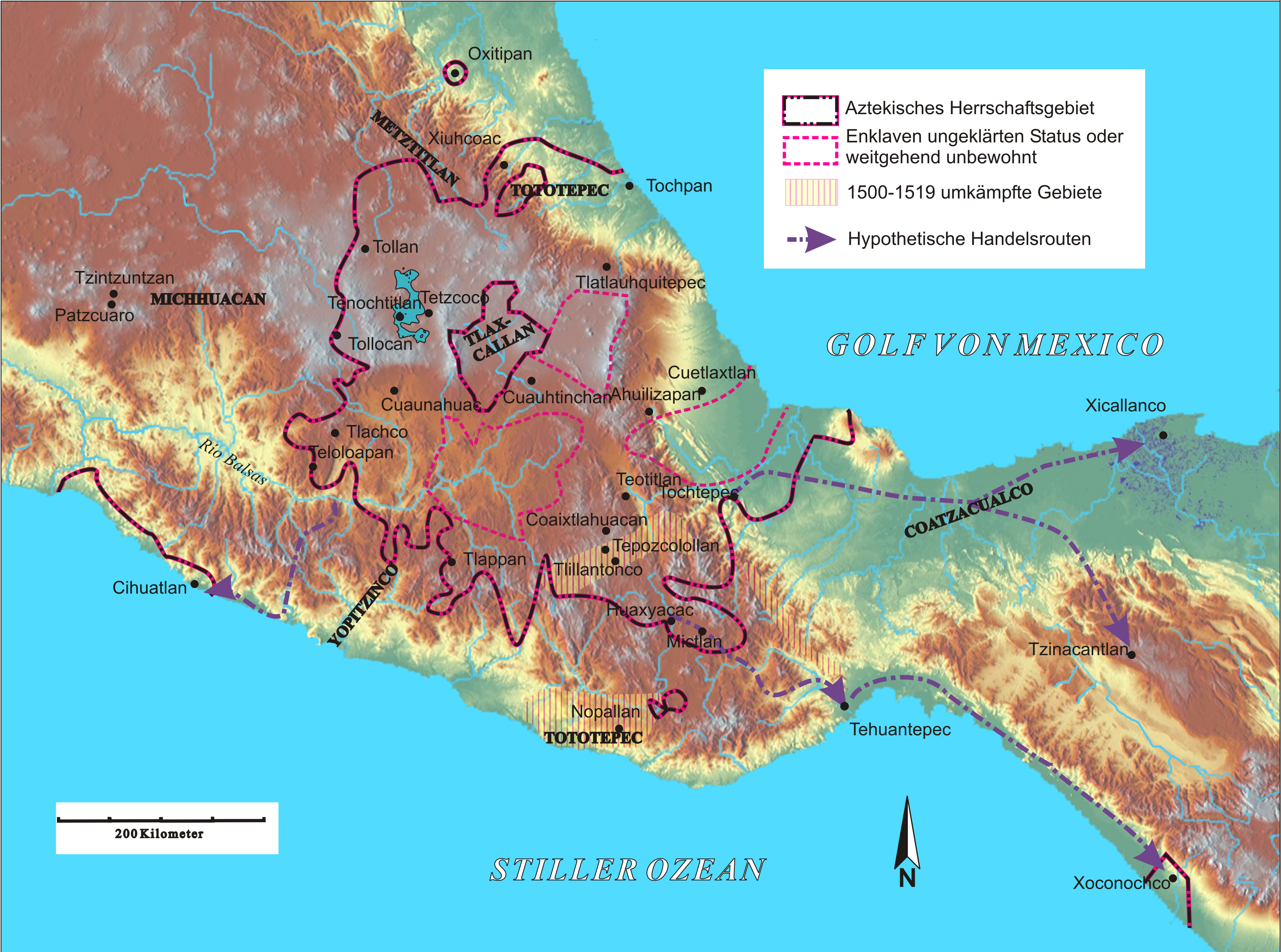
Ausdehnung des aztekischen Herrschaftsgebietes zu Anfang des 16. Jahrhunderts.

## Wirtschaft

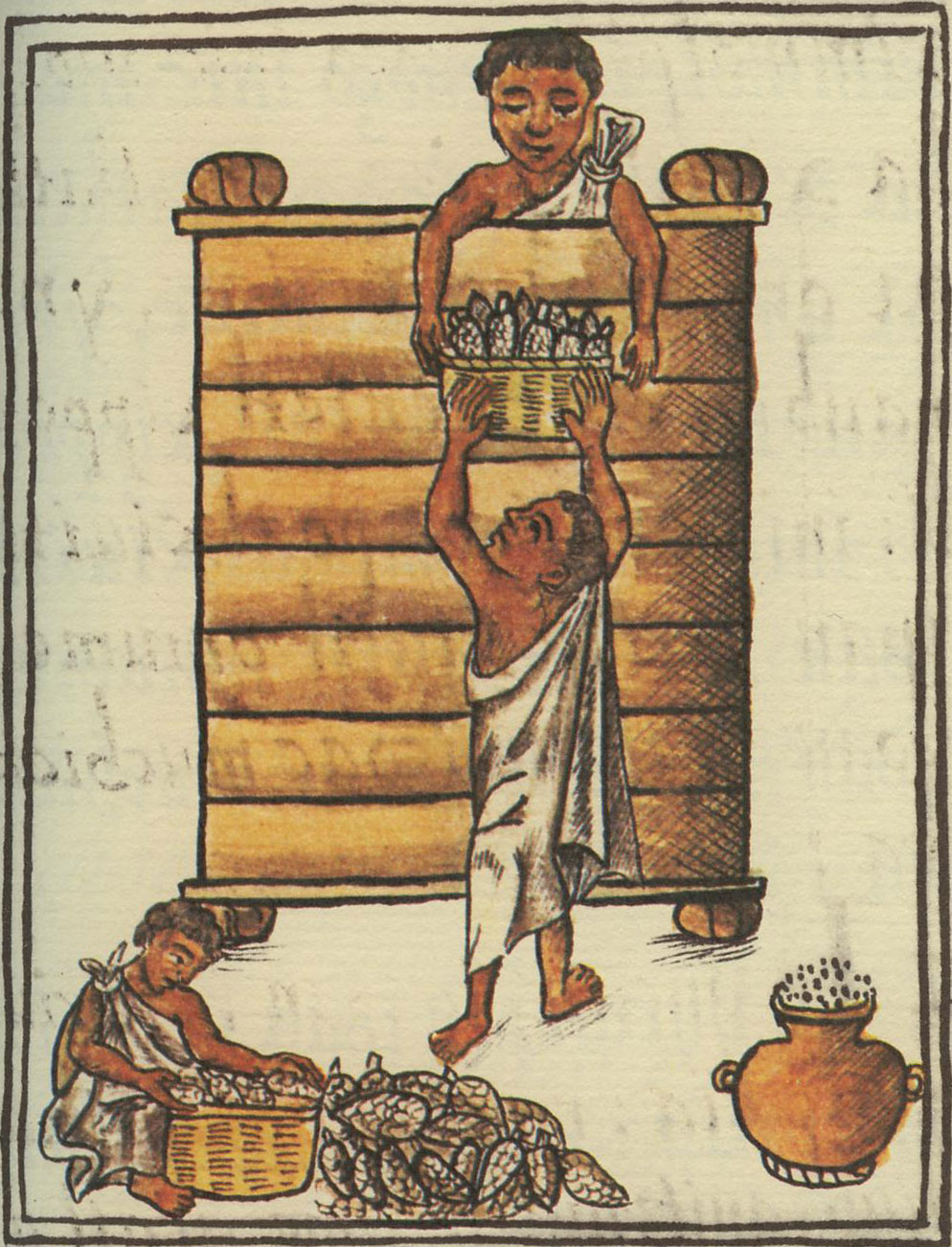
Bauern lagern geernteten Mais in einem Silo (Seite aus dem Codex Florentinus)

### Handel und Tributwesen

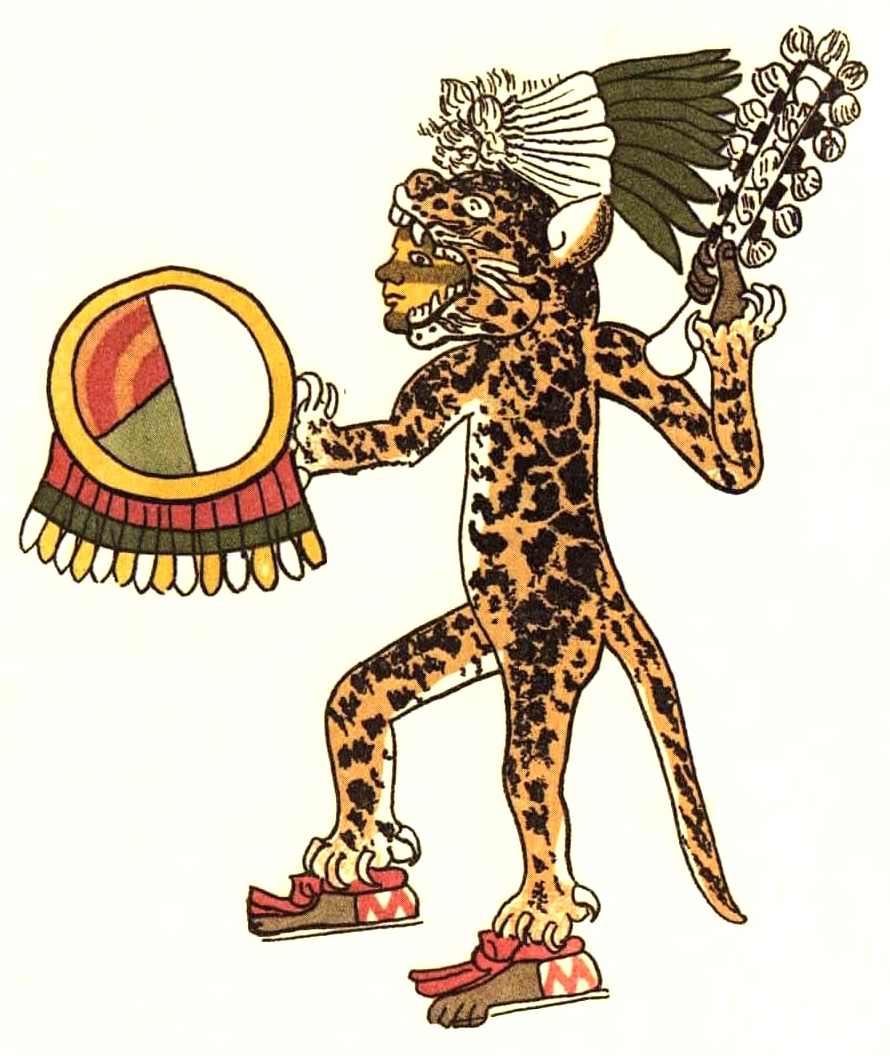
Bild eines aztekischen Jaguar-Kriegers aus dem Codex Magliabechiano

### Götter

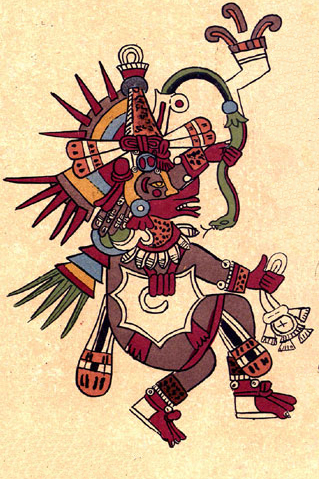
Quetzalcoatl (Codes Borbonicus, 18. Jahrhundert)

### Medizin

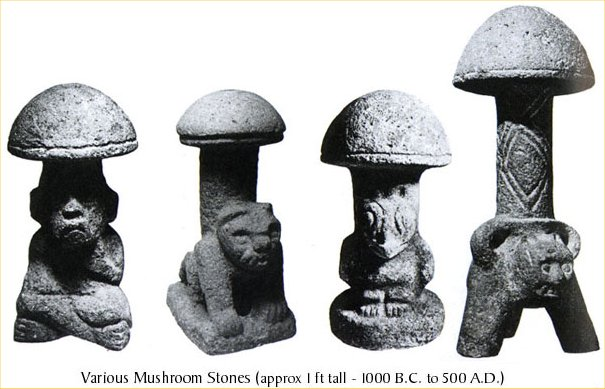
Psilocybin-Pilz-Statuen

## Kunst

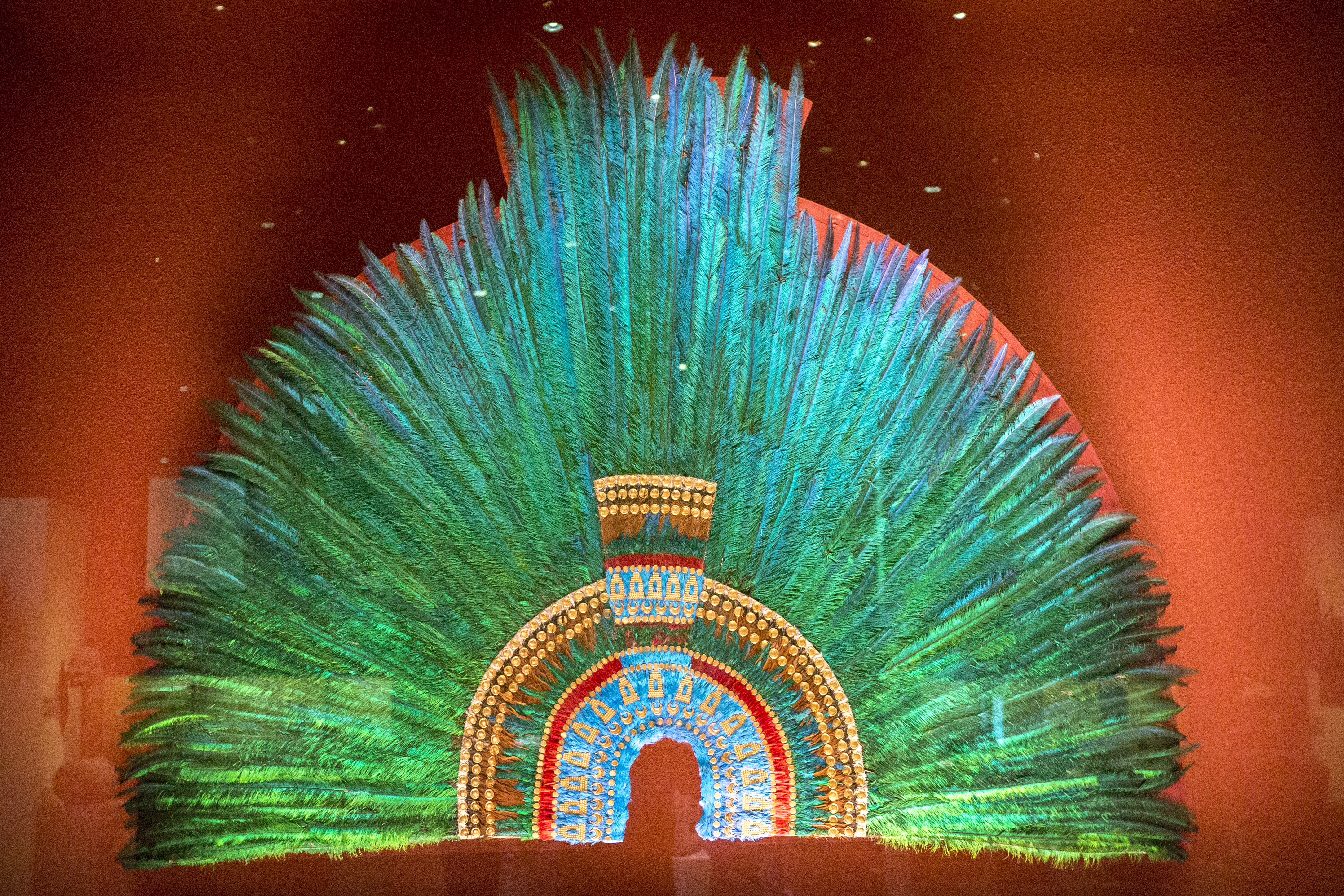
Aztekischer Feder-Kopfschmuck, Moctezuma II zugeschrieben

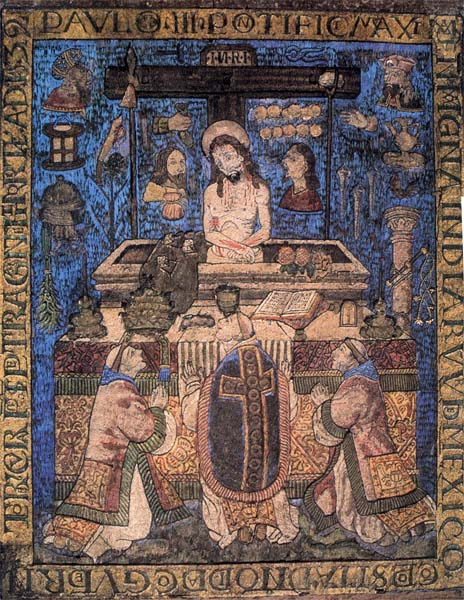
Die Gregorsmesse, Federn auf Holz 68 × 56 cm, möglicherweise Werk des Diego Huanutzin (tlatoani unter spanischer Herrschaft) aus dem Jahr 1539, heute im Musée de Jacobins in Auch. Es ist das älteste bekannte Zeugnis christlicher Kunst auf dem amerikanischen Kontinent